# Natsuzora no Dreamer
Singles de CoCo
Dakara Namida to Yobanaide
(1992) Yokohama Boy Style
(1992)
 Natsuzora no Dreamer  (夏空のDreamer) est le 10e single du groupe de J-pop CoCo.

## Présentation
Le single sort le 5 août 1992 au Japon sous le label Pony Canyon, aux formats mini-CD single de 8 cm et K7, quatre mois après le précédent single du groupe, Dakara Namida to Yobanaide. C'est le premier single de CoCo enregistré par la formation à quatre membres, sans Azusa Senō qui a quitté le groupe en mai précédent. Il atteint la 9e place du classement de l'Oricon et reste classé pendant cinq semaines.
Le single contient deux chansons, ainsi que leur versions instrumentales. Elles figureront sur l'album Sylph qui sortira quatre mois plus tard ; elles seront également présentes sur la compilation CoCo Uta no Daihyakka Sono 1 de 2008. La chanson-titre figurera aussi sur la plupart des autres compilations du groupe, dont Singles, My Kore! Kushon CoCo Best, et My Kore! Lite Series CoCo.

## Liste des titres
Toutes les paroles sont écrites par Sayoko Morimoto.
| 1. | Natsuzora no Dreamer (夏空のDreamer)                              | Noriyuki Asakura / Seiji Kameda   | 4:02 |
| 2. | Yasashisa no Hōsoku (やさしさの法則)                              | Hideto Terasaka / Hideto Terasaka | 4:21 |
| 3. | Natsuzora no Dreamer (Original Karaoke) (...オリジナル・カラオケ) | Noriyuki Asakura / Seiji Kameda   | 4:02 |
| 4. | Yasashisa no Hōsoku (Original Karaoke) (...オリジナル・カラオケ)  | Hideto Terasaka / Hideto Terasaka | 4:21 |